# Lycosa permiana
Lycosa permiana este o specie de păianjeni din genul Lycosa, familia Lycosidae, descrisă de Scheffer, 1905. Conform Catalogue of Life specia Lycosa permiana nu are subspecii cunoscute.